# Nuevo San Francisco Playa Grande
Nuevo San Francisco Playa Grande är en ort i Mexiko.   Den ligger i kommunen Frontera Comalapa och delstaten Chiapas, i den sydöstra delen av landet, 900 km sydost om huvudstaden Mexico City. Nuevo San Francisco Playa Grande ligger 579 meter över havet och antalet invånare är 275.
Terrängen runt Nuevo San Francisco Playa Grande är platt söderut, men norrut är den kuperad. Runt Nuevo San Francisco Playa Grande är det ganska tätbefolkat, med 83 invånare per kvadratkilometer. Närmaste större samhälle är Doctor Rodulfo Figueroa, 5,4 km väster om Nuevo San Francisco Playa Grande. Omgivningarna runt Nuevo San Francisco Playa Grande är en mosaik av jordbruksmark och naturlig växtlighet.